# Vedd el ami jár
A Vedd el ami jár a Pokolgép zenekar nyolcadik nagylemeze, 1992-ben jelent meg. Ez volt a zenekar utolsó stúdióalbuma az 1995-ös feloszlás előtt. Ez az egyetlen Pokolgép-album, amelyen hallható Jung Norbert gitárjátéka. 2009-ben az Alexandra Records újra kiadta az albumot CD-n, felújított hangzással, bónuszként Az árnyék című dal angol változatával. Az újrakiadásról lemaradt a Mi fáj című dal, és az eredeti számsorrenden is változtattak.

## Az album dalai
Eredeti kiadás
1. Feltámadt éj (Kukovecz-Nagy) - 6:05
2. Hozzád szólok (Rocker ima) (Kukovecz-Nagy) - 4:42
3. Fekete özvegy (Kukovecz-Rudán-Nagy) - 5:22
4. Szakíts ha bírsz (Jung-Nagy) - 4:22
5. Halálos tánc (Kukovecz-Nagy) - 5:37
6. Az árnyék (Kukovecz-Nagy) - 4:58
7. Szakadék szélén (Kukovecz-Nagy) - 3:49
8. Vedd el, ami jár (Kukovecz-Nagy) - 4:39
9. Mi fáj - 2:53

2009-es újrakiadás
1. Feltámadt éj (Kukovecz-Nagy) - 6:04
2. Az árnyék (Kukovecz-Nagy) - 4:57
3. Fekete özvegy (Kukovecz-Rudán-Nagy) - 5:23
4. Hozzád szólók (Rocker ima) (Kukovecz-Nagy) - 4:42
5. Halálos tánc (Kukovecz-Nagy) - 5:01
6. Szakadék szélén (Kukovecz-Nagy) - 3:49
7. Szakíts ha bírsz (Jung-Nagy) - 4:27
8. Vedd el, ami jár (Kukovecz-Nagy) - 4:41
9. You'll Have To Learn To Give In (Az árnyék) - 4:57

## Közreműködők
- Rudán Joe - ének
- Kukovecz Gábor - gitár, vokál
- Jung Norbert - gitár, vokál
- Pazdera György - basszusgitár
- Tarca László - dob